# جبل شافر
جبل شافر (بالعبرية: שָׁפֶר‏) هو واحد من محطات بني إسرائيل في البرية أثناء التيه بعد خروجهم من مصر، ذُكر في سفر العدد في العهد القديم أن بين قهيلاتة وحرادة: ثُمَّ ارْتَحَلُوا مِنْ قُهَيْلاَتَةَ وَنَزَلُوا فِي جَبَلِ شَافَرَ. ثُمَّ ارْتَحَلُوا مِنْ جَبَلِ شَافَرَ وَنَزَلُوا فِي حَرَادَةَ. 
يُحتمل أن يكون جبل عرايف الناقة، جنوب قادش. كلمة شافَر تعني «جمال» أو «أناقة»، ويرى أوريجانوس أن شافَر تعني «أصوات أبواق».